# تیواوراسیل
تیواوراسیل (به انگلیسی: Thiouracil) با فرمول شیمیایی C۴H۴N۲OS یک مشتق سولفیدی اوراسیل با شناسه پاب‌کم ۱۲۶۹۸۴۵ و جرم مولی آن ۱۲۸٫۱۵۳ g/mol می‌باشد. این ترکیب در درمان پرکاری تیروئید مانند بیماری گریوز نیز بکار می رود.